# دوادیه
دوادیه (به عربی: الدوادیة) یک روستا در سوریه است که در ناحیه سنجار واقع شده‌است. دوادیه ۳۹۶ نفر جمعیت دارد.